# شاغلان فقیر

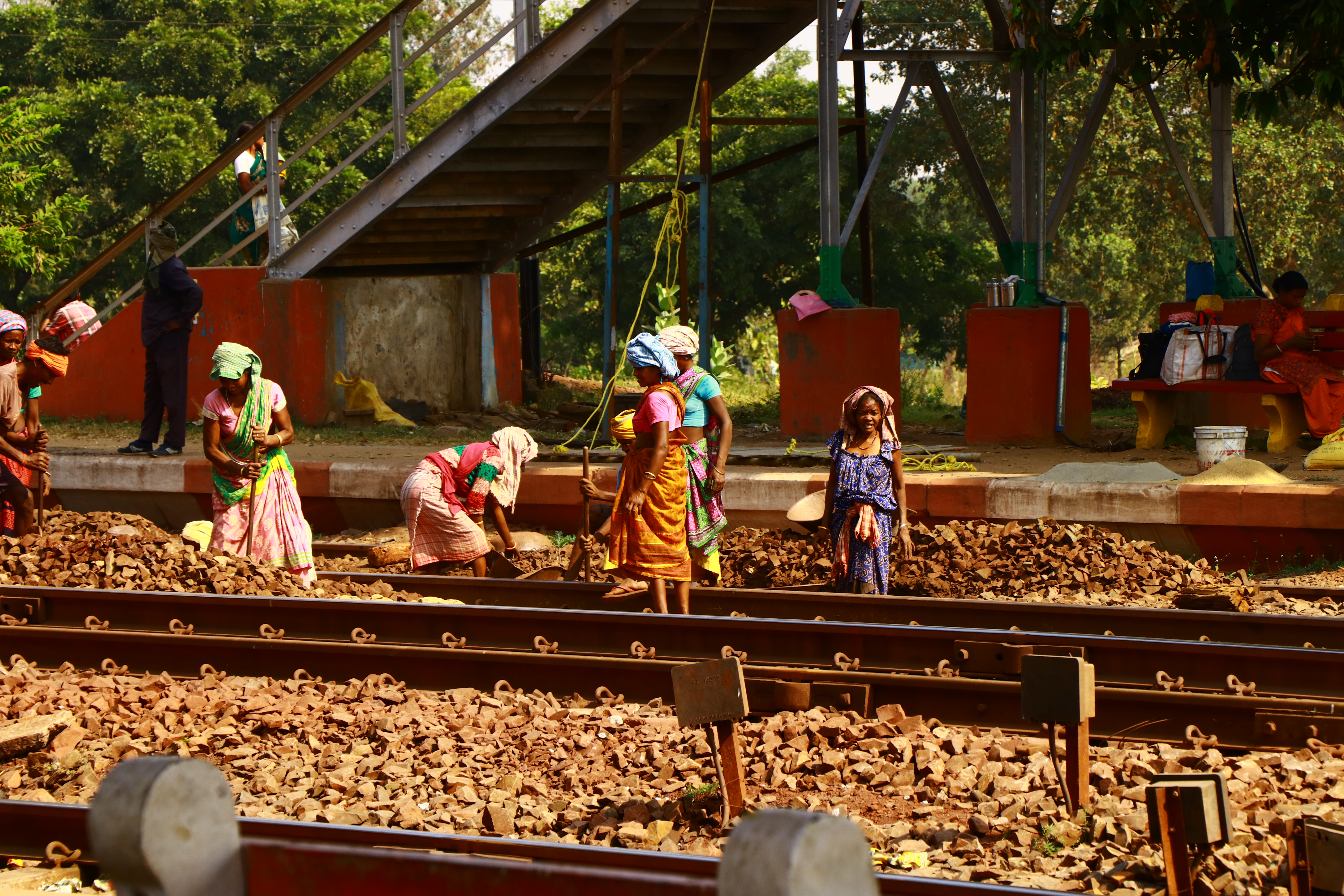
زنان فقیری که در راه‌آهن کار می‌کنند

شاغلان فقیر، افراد شاغلی هستند که درآمد آنها به دلیل مشاغل کم درآمد و درآمد پایین خانواده به زیر خط فقر می‌رسد. اینها افرادی هستند که حداقل ۲۷ هفته در سال را صرف کار یا جستجوی شغل می‌کنند، اما زیر خط فقر باقی می‌مانند.
در ایالات متحده، معیار اندازه‌گیری رسمی شاغلان فقیر بحث‌برانگیز بوده. بسیاری از دانشمندان علوم اجتماعی استدلال می‌کنند که اندازه‌گیری‌های رسمی مورد استفاده، نمایی کلی از تعداد افراد فقیر شاغل ارائه نمی‌کند. یک مطالعه اخیر بیش از ۱۰۰ روش را برای اندازه‌گیری این موضوع پیشنهاد کرد و به رقمی رسید که بین ۲ تا ۱۹ درصد از کل جمعیت ایالات متحده متغیر بود.
در مورد راه‌هایی که می‌توان به فقرای شاغل کمک کرد نیز اتفاق نظر وجود ندارد. بحث‌های مربوط از افزایش رفاه برای فقرا تا تشویق آنها برای دستیابی به خودکفایی بیشتر متغیر می‌باشد.